# یانگ ژیژونگ
یانگ ژیژونگ (انگلیسی: Yang Zhizhong؛ زادهٔ ۲۵ دسامبر ۱۹۶۸) کشتی‌گیر اهل چین بود. وی در بازی‌های المپیک تابستانی ۱۹۸۸ شرکت کرده‌است.